# Kiten
Kiten (en búlgaro, Китен, que significa "hermosa, bonita") es una ciudad en el municipio de Primorsko, en la Provincia de Burgas, en el sudeste de Bulgaria.

## Honor
En honor a esta localidad se bautizó la Punta Kiten, en la Tierra de Graham, Antártida.

## Fuente

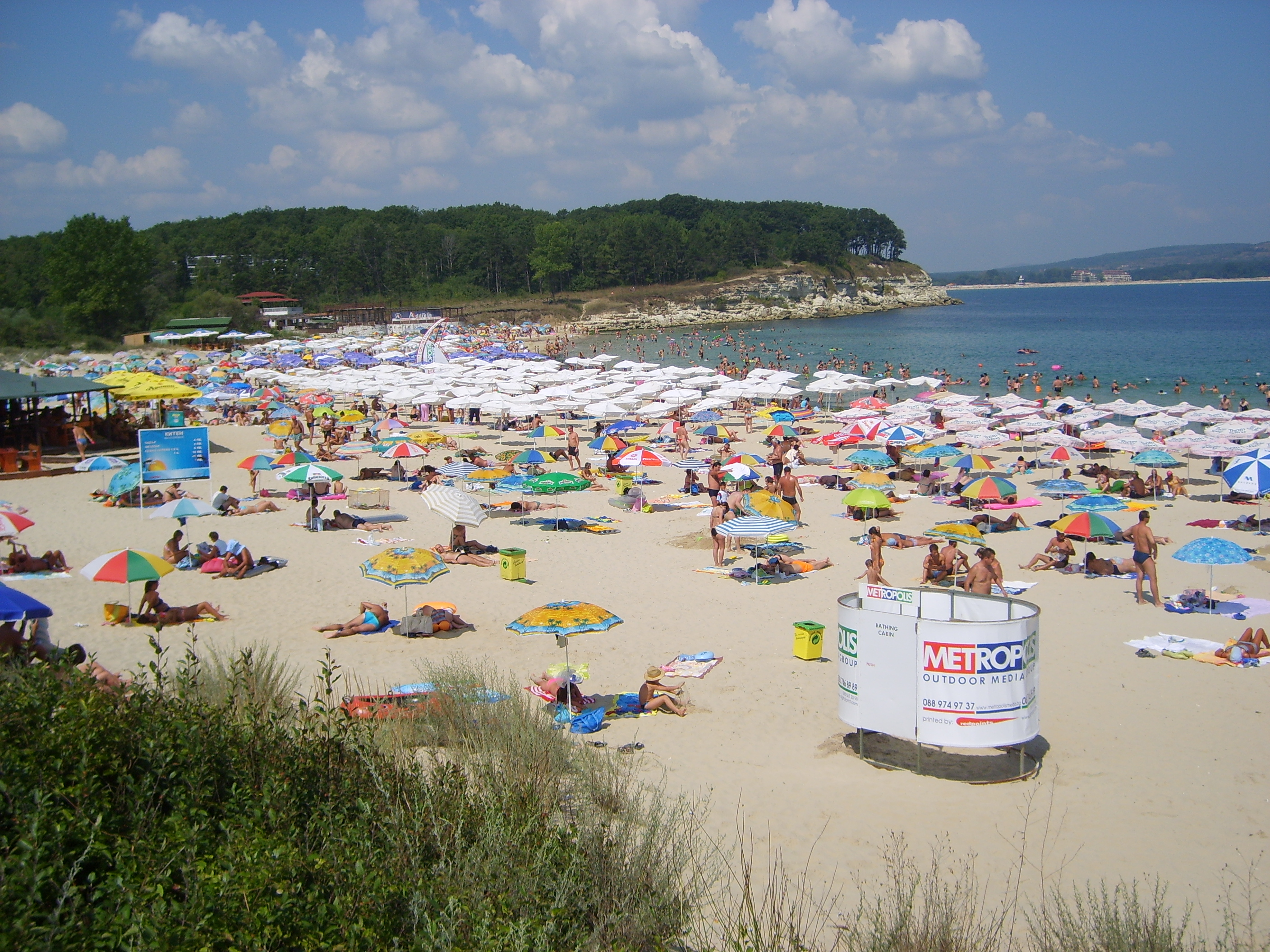
Playa Atliman

Rajčevski, Stojan (2001). «Kiten». Krajbrežna Strandža: Toponimi i hidronimi. Sofía: Universitetsko izdatelstvo "Sv. Kliment Ohridski". pp. 34-35. ISBN 954-07-1541-5.
- Datos: Q1993655
- Multimedia: Kiten / Q1993655